# Anselmo Alfredo
Anselmo Alfredo (* im 20. Jahrhundert) ist ein brasilianischer marxistischer Humangeograph.

## Biografie
Alfredo promovierte 2004 in Humangeographie bei Amélia Luisa Damiani am Geographischen Institut der Universität São Paulo (USP) mit einer Arbeit über „die indigene Problematik und den urban-agrarischen Widerspruch in der produktiven Besetzung der Hochebene São Paulos im 18. Jahrhundert“ (A Problemática Indígena e a Contradição Agrária Urbana na Ocupação Produtiva do Planalto Paulista no Século XVIII). 2005 postdoktorierte er am Instituto de Estudos Brasileiros (IEB-USP). Von 2010 bis 2013 leitete er das Labor für Stadtgeographie des Geographischen Instituts der USP. 2018 habilitierte (livre-docência) er am Geographischen Institut der USP mit einer Arbeit über die „Kant, Hegel, Marx und die Rettung der Metaphysik für die Kritik der politischen Ökonomie“ (Kant, Hegel, Marx e o resgate da metafísica para a crítica à economia política); die Schrift legt dar, wie wichtig die Dialektik Gesellschaft-Natur für die Gesellschaftskritik von Marx ist.
Alfredo forscht über Modernisierung und Sozialkritik. Er analysiert den urbanen geografischen Raum aus der Sicht der marxistischen Geographie.
Alfredo verdient an der USP monatlich 14.516,33 Reais (Stand 2021).

## Schriften (Auswahl)
- Anselmo Alfredo: Geografia do turismo a crise ecológica como crítica objetiva do trabalho o turismo como "ilusão necessária". In: GEOUSP: Espaço E Tempo. Band 5, Nr. 1, 2001, S. 37–62, doi:10.11606/issn.2179-0892.geousp.2001.123513 (brasilianisches Portugiesisch).
- Anselmo Alfredo: Constituição do Espaço Urbano de São Paulo (Brasil). Aspectos sobre a Problemática Indígena na relação contraditória cidade campo. In: GEOUSP: Espaço E Tempo. Band 7, Nr. 1, 2003, S. 107–126, doi:10.11606/issn.2179-0892.geousp.2003.123797 (brasilianisches Portugiesisch).
- Anselmo Alfredo: Índio, Questão de Majestade. A Problemática Indígena e a Contradição Agrária Urbana na Ocupação Produtiva do Planalto Paulista no Século XVIII. Dissertation. Geographisches Institut der Universität São Paulo (USP), 2004, OCLC 57020245 (brasilianisches Portugiesisch)
- O mundo moderno e o espaço: Apreciações sobre a contribuição de Henri Lefebvre. In: GEOUSP: Espaço E Tempo. Band 10, Nr. 2, 2006, S. 53–79, doi:10.11606/issn.2179-0892.geousp.2006.73990 (brasilianisches Portugiesisch).
- Anselmo Alfredo: Modernizaço e reprodução crítica: Agroindústria do leite e contradições do processo de acumulação. In: GEOUSP: Espaço E Tempo. Band 12, Nr. 1, 2008, S. 63–108, doi:10.11606/issn.2179-0892.geousp.2008.74097 (brasilianisches Portugiesisch).
- Anselmo Alfredo: Crítica à economia política do desenvolvimento e do espaço. São Paulo: Annablume, 2013, ISBN 9788539105793 (brasilianisches Portugiesisch)
- Anselmo Alfredo: Kant, Hegel Marx e o resgate da metafísica para a crítica à economia política. A dialética sociedade natureza para a crítica social de Marx. Habilitationsschrift. Geographisches Institut der Universität São Paulo (USP), 2018, doi:10.11606/T.8.2019.tde-09082019-143849 (brasilianisches Portugiesisch)